# Aneta Jadowska

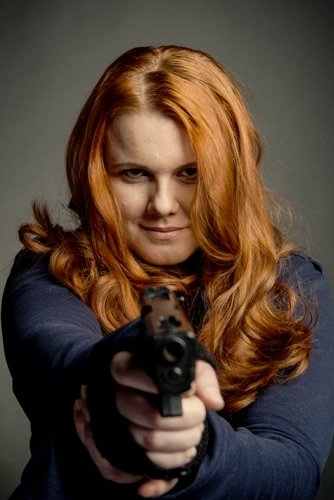
Jadowska im Februar 2013

Aneta Jadowska (* 14. August 1981 in Radomsko) ist eine polnische Fantasyautorin und promovierte Geisteswissenschaftlerin im Fachbereich Literatur an der Nikolaus-Kopernikus-Universität in Toruń. Sie ist unter anderem Autorin der Buchreihen über Dora Wilk, Nikita und Witkacy sowie der Krimitrilogie Garstki aus Ustka. Seit 2016 ist sie mit dem Verlag SQN verbunden.

## Lebenslauf
Aneta Jadowska wurde in Radomsko geboren und wuchs in Przedbórz auf. Seit 2000 lebt sie in Toruń. Sie absolvierte das Studium der Polonistik an der Nikolaus-Kopernikus-Universität, wo sie den Doktortitel in Humanwissenschaften im Bereich Literaturwissenschaft erwarb.
Sie glaubt, dass sie dreimal debütiert hat: mit der Kurzgeschichte Dziwny jest ten świat in der „Gazeta Radomszczańska“ (1999), mit der Kurzgeschichte Kalejdoskop in der Zeitschrift „Science Fiction“ (2004) sowie mit dem Roman Złodziej dusz (2012), der den Auftakt zur Hexalogie über Dora Wilk bildet.
Mitglied der literarischen Gruppe Harda Horda.
Die Fanpage der Autorin auf Facebook hat 9000 Follower.

## Thornverse
Das Thornverse, das von Aneta Jadowska geschaffene Universum von Thorn, umfasst drei Buchreihen: die Hexalogie über Dora Wilk, die Schamanenreihe und die Trilogie über Nikita, sowie die Romane Katia, Cmentarne love story und Dzikie dziecko miłości. Dazu kommen die Kurzgeschichtenbände Ropuszki, Dynia i jemioła und Kurczaczek i salamandra sowie der Kindercomic Przygody małego duchołapa.
Die Hexalogie über Dora Wilk ist eine abgeschlossene Reihe von Urban-Fantasy-Romanen. Sie erzählt die Geschichte von Dora Wilk, einer Polizistin und Hexe aus Thorn, sowie ihrer Begleiter Miron und Joshua.
Die Schamanenreihe handelt von dem Detektiv und Schamanen Piotr Duszyński, genannt Witkacy, einem Freund von Dora Wilk.
Die Trilogie über Nikita ist eine Reihe über eine Söldnerin, die einen Berserker in sich trägt. Ihr magisches Erbe ist mit dem nordischen Götterpantheon verbunden.
Katia. Cmentarne love story erzählt die Geschichte der Nekromantin Katia, einer Freundin von Dora Wilk.

## Garstki z Ustki
Die Krimitrilogie Garstki z Ustki erzählt von drei Generationen von Frauen aus der Familie Garstek. Die einzelnen Bände wurden nacheinander in den Jahren 2018, 2019 und 2021 veröffentlicht.
Im Frühling 2017 wurde die Autorin in die Stadtbibliothek von Ustka eingeladen. In dieser Stadt entschloss sie sich, die Handlung ihres ersten Romans ohne fantastische Elemente anzusiedeln. Der erste Teil der Krimitrilogie, der Roman Trup na plaży i inne sekrety rodzinne, entstand größtenteils in der Cafébar Café Mistral, wo handgemachte Krówki hergestellt werden – ein Motiv, das auch im Buch vorkommt. In diesem Café kann man heute auch Exemplare des Romans erwerben.
Malina Koźlak
Die Hexe Malina ist Teil einer großen, mehrgenerationellen und sehr magischen Familie, den Koźlaków. Sie erscheint in den Erzählungen in den Sammlungen Dynia i jemioła und Cud miód Malina. Ihre Magie ist mit Comics verbunden.

## Kinderliteratur
Franek i Finka
Der erste Band der Reihe Franek i Finka, Cyrk martwych makabresek, erschien 2021 beim Verlag Zygzaki und erhielt den ersten Preis im Ranking Opowiem Ci in der Kategorie Kinderliteratur. Es ist der erste Kinderroman von Aneta Jadowska. Die Geschichte erzählt von den elfjährigen Zwillingen, die ihre Ferien in einem magischen Zirkus ihres Großvaters Baltazar Bączek verbringen.

## Werke
Liste der Veröffentlichungen gemäß der Bibliografie auf der offiziellen Website der Autorin:

### Hexalogie über Dora Wilk
- Złodziej dusz (Fabryka Słów, 2012)
- Bogowie muszą być szaleni (Fabryka Słów, 2013)
- Zwycięzca bierze wszystko (Fabryka Słów, 2013)
- Wszystko zostaje w rodzinie (Fabryka Słów, 2014)
- Egzorcyzmy Dory Wilk (Fabryka Słów, 2014)
- Na wojnie nie ma niewinnych (Fabryka Słów, 2014)

### Seria szamańska
- Szamański blues (Fabryka Słów, 2016)
- Szamańskie Tango (Fabryka Słów, 2017)
- Przygody małego duchołapa (SQN, 2019)
- Szamański Twist (SQN, 2021)
- Piekielna ortografia, opowiadanie ebook (SQN, 2021)

Im Jahr 2021 wurden beim Verlag SQN die Neuauflagen der ersten beiden Bände der Reihe veröffentlicht.

### Trylogia Nikity
- Dziewczyna z Dzielnicy Cudów (SQN, 2016)[17]
- Akuszer Bogów (SQN, 2017)
- Diabelski młyn (SQN, 2018)

Im Jahr 2022 wurden bei Verlag SQN alle Bände der Reihe in einer überarbeiteten Neuauflage veröffentlicht.

### Cykl o Katii
- Katia. Cmentarne love story (SQN, 2023)

### Kroniki Thornu
- Dzikie dziecko miłości (SQN, 2019)

### Cykl o Garstce z Ustki
- Trup na plaży i inne sekrety rodzinne (SQN, 2018); komedia kryminalna
- Martwy sezon (SQN, 2019); komedia kryminalna
- Denat wieczorową porą (SQN, 2021); komedia kryminalna

### Kroniki sąsiedzkie
- Afera na tuzin rysiów (SQN, 2022)
- Próby ognia i wody (SQN, 2022)

### Franek i Finka
- Cyrk martwych makabresek (Zygzaki, 2021)
- Szczwane sztuczki (Zygzaki, 2022)
- Dyniowy Demon (Zygzaki, 2023)

### Erzählbände
- Ropuszki (Fabryka Słów, 2015 wyd. 2 poszerzone SQN, 2021)
- Dynia i jemioła (SQN, 2018)
- Kurczaczek i Salamandra (SQN, 2020)
- Cud Miód Malina (SQN, 2020)
- Cuda Wianki (SQN, 2022)

### Kurzgeschichten
- Dziwny jest ten świat (27 stycznia 2000), „Gazeta Radomszczańska“
- Kalejdoskop (październik 2004), „Science Fiction“ nr 43
- Dzikie jabłka (czerwiec 2008), „Latarnia Morska. Pomorski magazyn artystyczno-literacki“
- Śmiercioczułość (2010), „Latarnia Morska. Pomorski magazyn artystyczno-literacki“ nr 4
- Po deszczu każdy wilk śmierdzi mokrym psem (2012), „Science Fiction, Fantasy i Horror“, nr 3
- Miłość za grobową deskę (maj 2012), „Fahrenheit“
- Misja Apokalipsa (październik 2012), informator Festiwalu Gier i Fantastyki Copernicon
- Wilk w owczej skórze (e-book) (listopad 2012), Gavran
- Zapiski kaprala Finito (2013), Antologia opowiadań o Opolu: Festiwal Natchnienia, Stowarzyszenie Inicjatyw Społecznych „Suterena“
- Do dwóch rogów sztuka (wrzesień 2014), informator Festiwalu Gier i Fantastyki Copernicon
- Idiota skończony, w antologii Idiota skończony (Fabryka Słów, 2018)
- Boży dłużnik, Inne światy, antologia inspirowana dziełami malarza i ilustratora Jakuba Różalskiego (SQN, 2018)
- Ostatni lot Phenix, Fantastycznie nieobliczalni, antologia (SQN, 2018)
- Zielona zemsta, Harda Horda, antologia (SQN, 2019)
- Klątwa Hexenwaldu, Harde Baśnie, antologia (SQN, grudzień 2020)
- Duch w szafie, Silna, antologia (Zielona Sowa, luty 2021)
- Stare klątwy i małe szczęścia, Szepty, antologia (SQN, styczeń 2022)

- Listopadowe dzieci, Cztery pory magii, antologia (SQN, czerwiec 2023)

## Preise und Auszeichnungen
- 2012 – Złota Kareta Nowości w kategorii Kultura
- 2014 – Medal Honorowy Prezydenta Miasta Torunia „Thorunium“
- 2020 – Książka Roku w Plebiscycie Lubimy Czytać w kategorii Fantasy dla Cud miód Malina
- 2021 – 1 nagroda w Rankingu Opowiem Ci w kategorii Literatura Dziecięca za Franek i Finka. Cyrk Martwych Makabresek

## Bibliografie
- Czytelnia. (polnisch).
- Aneta Jadowska.